# Primula stenocalyx
Primula stenocalyx är en viveväxtart som beskrevs av Carl Maximowicz. Primula stenocalyx ingår i släktet vivor, och familjen viveväxter. Inga underarter finns listade i Catalogue of Life.